# Jaryłówka
Jaryłówka – wieś w Polsce położona w województwie podlaskim, w powiecie białostockim, w gminie Gródek.

## Opis
W dwudziestoleciu międzywojennym Jaryłówka  – wieś i dobra (Kamieńskich, z których wywodził się Antoni Kamieński) – leżała w Polsce, w województwie białostockim, w powiecie grodzieńskim, w gminie Brzostowica Wielka.
Według Powszechnego Spisu Ludności z 1921 roku zamieszkiwało tu 35 osób, wszystkie były wyznania prawosławnego i zadeklarowały białoruską przynależność narodową, Było tu 7 budynków mieszkalnych.
W latach 1975–1998 miejscowość administracyjnie należała do województwa białostockiego.
Mieszkańcy wyznania prawosławnego należą do parafii św. Apostoła Jana Teologa w Mostowlanach.
W Jaryłówce znajdowała się strażnica WOP.

## Zabytki
- park dworski, XVIII-XX, nr rej.:742 z 19.12.1991[12].